# Schistura defectiva
 Schistura defectiva és una espècie de peix de la família dels balitòrids i de l'ordre dels cipriniformes.

## Morfologia
Els mascles poden assolir els 4,9 cm de longitud total.

## Distribució geogràfica
Es troba als rius Nam Ngum i Nam Khan (la conca del riu Mekong a Laos).

## Amenaces
Les seues principals amenaces són els canvis antropogènics del seu hàbitat (com ara, la construcció de preses, la desforestació, la mineria d'or, les pràctiques agrícoles gens sostenibles i, també, la futura possible extracció de mineral de ferro a la zona).